# Colin Woodell
Colin Todd Gerard Woodell (* 20. Dezember 1991 in San Francisco, Kalifornien) ist ein US-amerikanischer Schauspieler.

## Leben
Zusammen mit seiner Schwester Keelin Woodell, ebenfalls Schauspielerin, wuchs Colin Woodell in San Francisco auf. Seine erste Rolle erhielt er in der Serie Criminal Minds.
Ab dem Jahr 2014 folgten längere Rollen in Fernsehserien wie Devious Maids – Schmutzige Geheimnisse, The Originals und Masters of Sex.

## Filmografie (Auswahl)
- 2013: Criminal Minds (Fernsehserie, 1 Episode)
- 2014: Devious Maids – Schmutzige Geheimnisse (Devious Maids, Fernsehserie, 13 Episoden)
- 2014–2015: The Originals (Fernsehserie, 13 Episoden)
- 2015: Masters of Sex (Fernsehserie, 5 Episoden)
- 2015: Kingmakers (Fernsehfilm)
- 2016: Seattle Road
- 2016: XOXO
- 2016–2017: Designated Survivor (Fernsehserie, 2 Episoden)
- 2017: Long Day’s Journey Into Night: Live (Fernsehfilm)
- 2018: The Neighbor
- 2018: Unsane – Ausgeliefert (Unsane)
- 2018: Unknown User: Dark Web (Unfriended: Dark Web)
- 2018: The Purge – Die Säuberung (The Purge, Fernsehserie, 10 Episoden)
- 2020: Ruf der Wildnis (The Call of the Wild)
- 2020–2022: The Flight Attendant (Fernsehserie)
- 2022: Ambulance
- 2022: I Love America
- 2023: The Continental (The Continental: From the World of John Wick, Fernsehserie)
- 2024: To the Moon (Fly Me to the Moon)
- 2025: Pulse (Serie)